# Sõmerpalu (commune)
Cet article concerne la commune. Pour le bourg éponyme, voir Sõmerpalu.

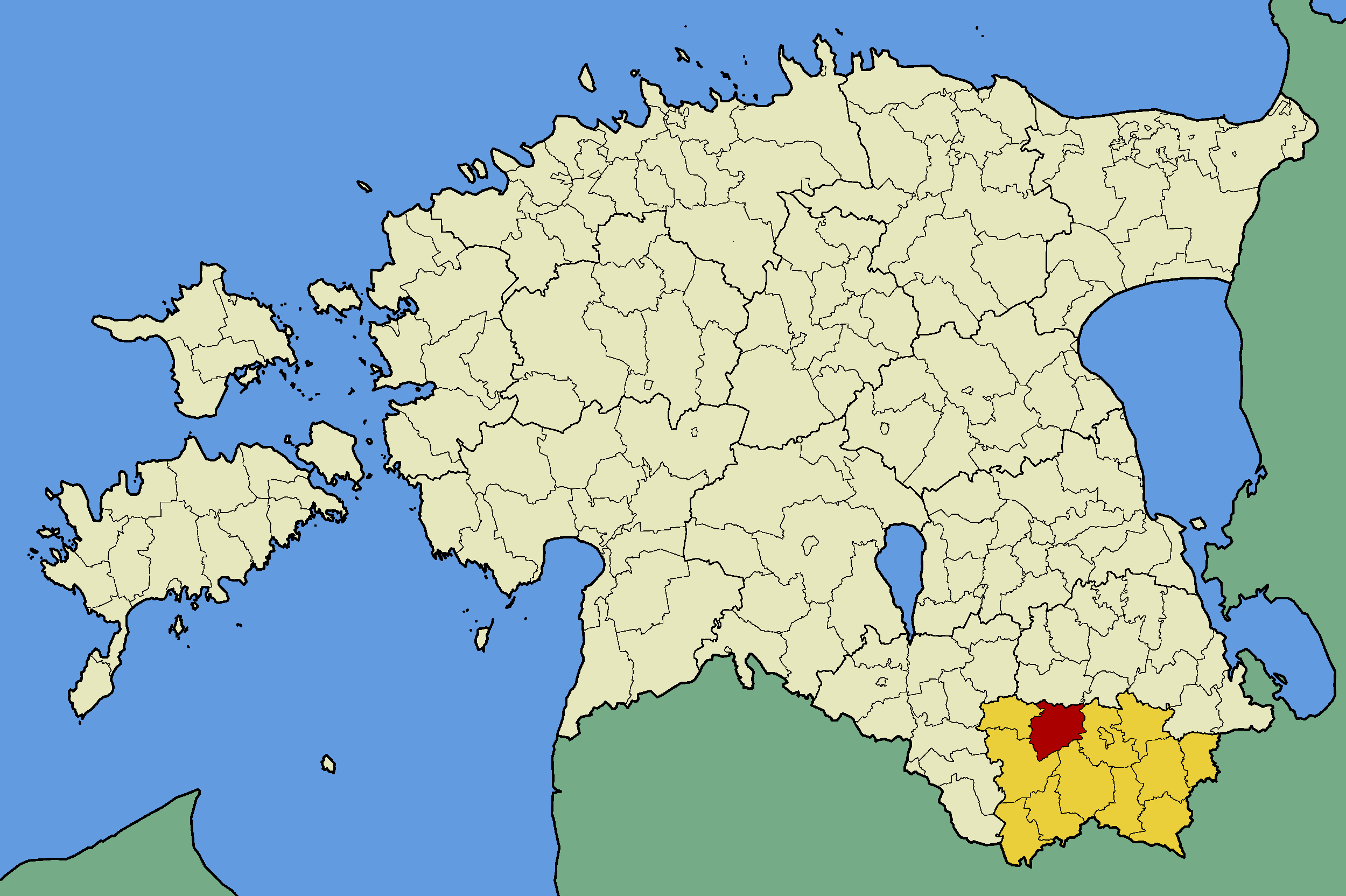
Localisation de l'ancienne commune de Sõmerpalu (rouge), dans le comté de Võru (jaune).

Sõmerpalu (en estonien : Sõmerpalu vald) est une ancienne commune rurale située dans le comté de Võru en Estonie. En 2012, la population s'élevait à 1 822 habitants.

## Géographie
La commune s'étendait sur 181,6 km2 dans le nord-ouest du comté.
Elle comprenait le bourg de Sõmerpalu, ainsi que les villages de Alakülä, Alapõdra, Haava, Haidaku, Haamaste, Hargi, Heeska, Horma, Hutita, Hänike, Järvere, Kahro, Keema, Kurenurme, Kärgula, Lakovitsa, Leiso, Liiva, Lilli-Anne, Linnamäe, Majala, Mustassaare, Mustja, Mäekülä, Osula, Pritsi, Pulli, Punakülä, Rauskapalu, Rummi, Sulbi, Sõmerpalu, Udsali et Varese.

## Histoire
Sous l'Empire russe, elle faisait partie du gouvernement de Livonie .
À la suite de la réorganisation administrative d'octobre 2017, elle a fusionné avec Lasva, Orava, Vastseliina et Võru pour former la nouvelle commune de Võru.